# Bursa kebap
Bursa kebap o Bursa kebabı és un plat de carn de la cuina turca, originari de la ciutat i província de Bursa. Encara que és més conegut com a "iskender", en els darrers anys aquest plat ha començat a ser denominat "Bursa kebabı" en turc als restaurants de Turquia, ja que "Iskender" ha estat registrat per una cadena de restaurants de Bursa com una marca patentada.

## Preparació i consum
Bursa kebap es fa de carn d'ovella (o xai) i / o vedella i normalment es basa en döner, però la seva carn és diferent de la del döner. Abans de tot, la carn de Bursa kebap té una mica de carn picada, per a fer possible de tallar la carn en làmines o fulles. Per altra banda, un Bursa kebap autèntic sempre porta uns trossos de "şiş köfte" a l'estil de Bursa damunt. De vegades els restaurants de Bursa kebap també poden col·locar un "İnegöl köfte", köfte d'İnegöl, per sobre de la carn, per a promoció i com a símbol de la cuina regional. (Vegeu la imatge: Els mandonguilles amb forma de petits tubs són "şiş köfte" i la bola de carn més rodona al centre és un İnegöl köfte.)
La carn tallada del döner se serveix sobre un llit de pide tallat en bocinets. Aquest pide típic s'anomena"Çantık" a Bursa, i col·loquialment se'n diu "tırnak pidesi" (pide d'ungles), per la seva forma. Al costat d'aquest plat se serveix iogurt i s'hi tira una salsa de tomàquet damunt de la carn. L'últim ingredient per a enllestir l'elaboració del Bursa kebap és mantega fosa i gairebé sempre se serveix a taula, portat pels cambrers en unes paelles.